# Gram Å
Gram Å är ett vattendrag på södra Jylland i Danmark. Det ligger i Region Syddanmark, i den sydvästra delen av landet, 230 km väster om Köpenhamn. Ån bildas vid sammanflödet av de mindre vattendragen Nørreå och Elkær Bæk. Vid Vester Nybøl byter den namn till Fladså. 